# 薬師通 (神戸市)
薬師通（やくしどおり）は兵庫県神戸市灘区の町名の一つで、同区北西部、五毛字宝寺・薬師・才の神（塞（さえ）ノ神）・中之町・宮ノ裏・天神・内塚と上野字三之的・市兵衛・東原・滝ノ口から昭和5年（1930年）12月に成立した。

## 地理
東は篠原北町、南は国玉通、西は城の下通、北西は高尾通、北は五毛通。東から順に一～四丁目がある。

## 由来
旧小字名の薬師堂から。
当地の薬師堂は薬師如来を安置した小さな堂で、「五毛薬師さん」と呼ばれ眼病に霊験あらたかだと伝えられる。

## 人口統計
令和2年国勢調査（2020年10月1日）における世帯数361、人口761で内男性337人・女性424人。